# Saint-Usage (Costa d'Or)
Saint-Usage és un municipi francès, situat al departament de la Costa d'Or i a la regió de Borgonya - Franc Comtat. L'any 2007 tenia 1.104 habitants.

## Demografia

### Població
El 2007 la població de fet de Saint-Usage era de 1.104 persones. Hi havia 420 famílies, de les quals 108 eren unipersonals (50 homes vivint sols i 58 dones vivint soles), 150 parelles sense fills, 150 parelles amb fills i 12 famílies monoparentals amb fills.
La població ha evolucionat segons el següent gràfic:
Habitants censats

### Habitatges
El 2007 hi havia 475 habitatges, 425 eren l'habitatge principal de la família, 3 eren segones residències i 47 estaven desocupats. 434 eren cases i 41 eren apartaments. Dels 425 habitatges principals, 365 estaven ocupats pels seus propietaris, 55 estaven llogats i ocupats pels llogaters i 5 estaven cedits a títol gratuït; 1 tenia una cambra, 14 en tenien dues, 58 en tenien tres, 131 en tenien quatre i 220 en tenien cinc o més. 329 habitatges disposaven pel capbaix d'una plaça de pàrquing. A 185 habitatges hi havia un automòbil i a 191 n'hi havia dos o més.

### Piràmide de població
La piràmide de població per edats i sexe el 2009 era:
| Homes | Edats   | Dones |
| ----- | ------- | ----- |
| 0     | 95 o +  | 4     |
| 0     | 90 a 94 | 4     |
| 4     | 85 a 89 | 0     |
| 0     | 80 a 84 | 20    |
| 16    | 75 a 79 | 8     |
| 24    | 70 a 74 | 48    |
| 56    | 65 a 69 | 36    |
| 24    | 60 a 64 | 40    |
| 36    | 55 a 59 | 20    |
| 36    | 50 a 54 | 36    |
| 40    | 45 a 49 | 32    |
| 36    | 40 a 44 | 52    |
| 20    | 35 a 39 | 36    |
| 24    | 30 a 34 | 20    |
| 20    | 25 a 29 | 16    |
| 20    | 20 a 24 | 16    |
| 48    | 15 a 19 | 44    |
| 28    | 10 a 14 | 40    |
| 24    | 5 a 9   | 40    |
| 4     | 0 a 4   | 12    |

## Economia
El 2007 la població en edat de treballar era de 667 persones, 458 eren actives i 209 eren inactives. De les 458 persones actives 425 estaven ocupades (247 homes i 178 dones) i 33 estaven aturades (14 homes i 19 dones). De les 209 persones inactives 98 estaven jubilades, 41 estaven estudiant i 70 estaven classificades com a «altres inactius».

### Ingressos
El 2009 a Saint-Usage hi havia 435 unitats fiscals que integraven 1.121 persones, la mediana anual d'ingressos fiscals per persona era de 17.268 €.

### Activitats econòmiques
Dels 54 establiments que hi havia el 2007, 1 era d'una empresa alimentària, 2 d'empreses de fabricació d'elements pel transport, 5 d'empreses de fabricació d'altres productes industrials, 15 d'empreses de construcció, 14 d'empreses de comerç i reparació d'automòbils, 5 d'empreses de transport, 3 d'empreses d'hostatgeria i restauració, 2 d'empreses financeres, 1 d'una empresa immobiliària i 6 d'empreses de serveis.
Dels 17 establiments de servei als particulars que hi havia el 2009, 3 eren tallers de reparació d'automòbils i de material agrícola, 3 paletes, 5 guixaires pintors, 1 fusteria, 2 veterinaris i 3 restaurants.
Dels 5 establiments comercials que hi havia el 2009, 2 eren supermercats, 1 una peixateria, 1 una botiga de mobles i 1 una botiga de material de revestiment de parets i terra.
L'any 2000 a Saint-Usage hi havia 15 explotacions agrícoles que ocupaven un total de 188 hectàrees.

## Equipaments sanitaris i escolars
El 2009 hi havia 1 escola maternal i 1 escola elemental.

## Poblacions més properes
El següent diagrama mostra les poblacions més properes.